# 福山海軍航空隊
福山海軍航空隊（ふくやまかいぐんこうくうたい）とは、広島県深安郡大津野村（現在の福山市大門町津之下）にあった日本海軍の水上機専用の航空機基地である。　

## 沿革
- 1943年 逓信省により民間水上機の搭乗員教育所として開設。
- 1944年6月1日 瀬戸内海を挟んで南向かいに位置する香川県詫間町（現在の三豊市）にあった詫間海軍航空隊の福山分遣隊となる。
- 1945年3月1日 福山海軍航空隊として分離独立。
- 1946年 大英帝国陸軍や英連邦オーストラリア陸軍が同基地に進駐。
- 1952年 保安隊（のちの陸上自衛隊）の福山駐屯地となる。
- 1966年 日本鋼管福山製鉄所（現在のJFEスチール西日本製鉄所福山地区）が進出。基地跡地も敷地となる。

## 過去の主な常駐機
- 零式観測機

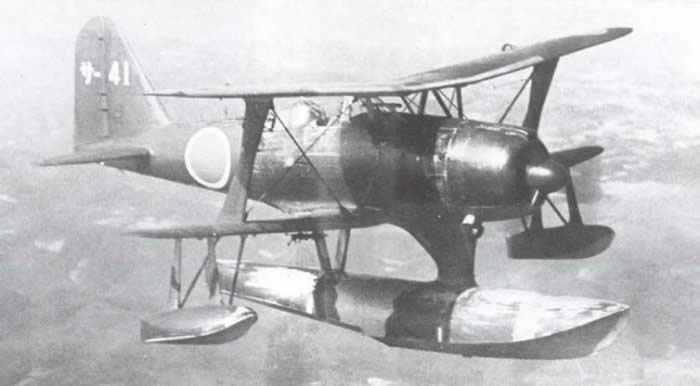
福山海軍航空隊にも配備されていた零式観測機

- 水上特殊攻撃機晴嵐 - 未完に終わったパナマ運河攻撃計画の主役伊四〇〇型潜水艦搭載の第六三一海軍航空隊が当基地所属。
- 零式小型水上偵察機
- 零式三座水上偵察機
- 零式水上偵察機
- 九五式水上偵察機
- 水上偵察機瑞雲

## 遺構
- JFE福山地区のJFE従業員駐車場敷地内に管理棟やエプロン跡・火工兵器庫・防空壕の跡が現存している。現在ではJFE所有地に付き無断立入り禁止になっているが、毎年5月第二日曜日に開催されるJFEフェスタ会場として使用されるため、一般客が近くまで行って見ることはできる（説明板などは設置されていない）

## その他
- 福山海軍航空隊へのアメリカ海軍艦載機による攻撃は福山市街地へのB-29による爆撃（福山大空襲）以前にも頻繁に行われていた。